# Johann von Sturm
Johann Nepomuk von Sturm (* 3. Juni 1839 in Oberklee, Böhmen als Johann Nepomuk Sturm; † 14. Januar 1900 in Abbazia, Kroatien) war österreichischer Offizier, zuletzt im Rang eines Generalmajors.

## Leben
Sturm wurde 1839 in Oberklee als Sohn des Bauern Emmanuel Sturm und dessen Ehefrau Maria Anna Runtsch geboren. Nach Abschluss der Schule trat er im Alter von 16 Jahren als Kadett in den k.k. Militärdienst ein. 1859 nahm er als Unterleutnant an den Gefechten bei Valencia und den Schlachten bei Magenta und Solferino teil. Im Krieg gegen Preußen war er am Gefecht bei Königinhof und der Schlacht bei Königgrätz beteiligt. 1887 wurde Sturm aufgrund einer längeren Krankheit beurlaubt, kehrte aber 1888 zum 24. Infanterie-Regiment zurück. Er übernahm 1894 das Regiment als Kommandant. 1898 wurde er Kommandant der 21. Infanterie-Brigade und durch Kaiser Franz Joseph I. in den Adelstand erhoben.
Sturm starb am 14. Januar 1900 in Abbazia und wurde am 20. Januar in Kaaden beigesetzt.

## Beförderungen
- 1855: Kadett
- 1859: Unterleutnant
- 1866: Oberleutnant
- 1874: Hauptmann II. Klasse
- 1877: Hauptmann I. Klasse
- 1885: Major
- 1890: Oberstleutnant
- 1893: Oberst
- 1898: Generalmajor

## Auszeichnungen
- 1882: Offizierskreuz des ital. Mauritius- und Lazarus Ordens
- 1898: Orden der Eisernen Krone III. Klasse